# Джонні Гріффін
Джо́нні Грі́ффін (англ. Johnny Griffin), повне ім'я Джон А́рнольд Грі́ффін III (англ. John Arnold Griffin III; 24 квітня 1928, Чикаго, Іллінойс — 25 липня 2008, Мопревуар, Авай-Лімузін, Франція) — американський джазовий саксофоніст.

## Біографія
Народився 24 квітня 1928 року в Чикаго, Іллінойс. Його мати співала, а батько грав на кларнеті. Починав грати на кларнеті; відвідував середню школу ДюСейбл, де навчався у Волтера Даєтта.
Грав з Лайонелом Гемптоном (1945—47), Джо Моррісом (1947—50), Джо Джонсом (1950), Арнеттом Коббом (1951), Філлі Джо Джонсом, Персі Гітом, Джимом Ремі (бл. 1950). Упродовж цього періоду регулярно практикувався з Телоніусом Монком і Бадом Пауеллом. У 1951—53 роках грав в армійському гурті на Гаваях, потім грав у Чикаго, перед тим як повернувся до Нью-Йорка у 1957 році. Грав з Артом Блейкі (1957), Монком (1958). У 1957 році записав відому сесію A Blowin' Session на лейблі Blue Note з Джоном Колтрейном і Генком Моблі.
У 1958—60 роках працював у Чикаго; зрідка приїздив до Нью-Йорка для сесій. У 1958 році записав на Blue Note альбом Introducing Johnny Griffin, і того ж року створив квінтет з детройтськими музикантами Пеппером Адамсом і Дональдом Бердом.
У 1960—62 роках очолював квінтет разом з Едді «Локджо» Девісом. У 1962 році їздив на гастролі до Європи; потім у 1963 році переїхав до Парижу, де виступав у клубі Blue Note з Бадом Пауеллом, Кенні Кларком, Кенні Дрю, Артом Тейлором. У 1967 році гастролював в Європі з Монком. У 1967—69 роках був солістом у біг-бенді Кларка-Боленда. У 1973 році переїхав в Бергамбахт, Нідерланди; мешкав там, доки не повернувся до Франції у 1980 році.
У 1975 році виступив на джазовому фестивалі в Монтре з Каунтом Бейсі, Діззі Гіллеспі. Активно виступав у 1970-х, іноді з Едді Девісом та Арнеттом Коббом. У 1980-х грав в гурті Paris Reunion Band. Починаючи з 1970-х щороку гастролював по США. Автор композицій: «You've Never Been There», «Take My Hand», «The Way It Is», «Dance of Passion». Останній концерт Гріффіна відбувся в Йєрі, Франція, 21 липня 2008 року.
Помер 25 липня 2008 року в Мопревуар, Авай-Лімузін у Франції у віці 80 років від серцевого нападу.

## Дискографія
| - Johnny Griffin (Argo, 1956) - Introducing Johnny Griffin (Blue Note, 1956) - A Blowing Session (Blue Note, 1957) - The Congregation (Blue Note, 1957) - Johnny Griffin Sextet (Riverside, 1958) - Way Out! (Riverside, 1958) - The Little Giant (Riverside, 1959) - The Big Soul-Band (Riverside, 1960) - Battle Stations (Prestige, 1960) - Studio Jazz Party (Riverside, 1960) - Tough Tenors (Jazzland, 1960) - Griff & Lock (Jazzland, 1960) - The First Set (Prestige, 1961) | - The Tenor Scene (Prestige, 1961) - The Late Show (Prestige, 1961) - The Midnight Show (Prestige, 1961) - Lookin' at Monk! (Prestige, 1961) - Change of Pace (Riverside, 1961) - Blues Up & Down (Jazzland, 1961) - White Gardenia (Riverside, 1961) - The Kerry Dancers (Riverside, 1961) - Tough Tenor Favorites (Jazzland, 1962) - Grab This! (Riverside, 1962) - Soul Groove (Atlantic, 1963) з Меттью Джі - Do Nothing 'til You Hear from Me (Riverside, 1963) |